# Pseudolimnophila (Pseudolimnophila) descripta
Pseudolimnophila (Pseudolimnophila) descripta is een tweevleugelige uit de familie steltmuggen (Limoniidae). De soort komt voor in het Oriëntaals gebied.